# Джентльменська угода 1907
Джентльменська угода 1907 — угода між Японією і США про те, що Японія припиняє еміграцію в континентальні Сполучені Штати, за винятком особливо обумовлених випадків, а США скасовують сегрегаційні заходи проти вихідців з Японії, що вже оселилися на їх території, і дозволяють їм возз'єднання.

## Передумови
На початку 1900-х кількість іммігрантів із Японії до США помітно зросла. У штаті Каліфорнія, де населення побоювалося, що іммігранти з Азії захоплять більшість хороших сільськогосподарських земель і призведуть до зниження заробітної плати, ставлення до них ставало все більш ворожим.
У жовтні 1906 Рада з освіти Сан-Франциско ухвалила постанову про сегрегацію дітей «монгольської раси» від білих, згідно з якою діти-азіати мали відвідувати окремі початкові школи. Історик Сіхо Імаї вказує, що китайські діти до цього моменту вже були відокремлені від білих, таким чином новий захід стосувався лише іммігрантів з Японії.
Дії адміністрації Сан-Франциско викликали різку реакцію японської преси та посилили антагонізм, що вже складався через політику «Відкритих дверей» у Китаї. Президент США Теодор Рузвельт вважав за необхідне втрутитися, доручивши розслідування питання міністру торгівлі та праці Віктору Меткалфу. Той дійшов висновку, що з політики сегрегації був реальних підстав. Після цього федеральний уряд був готовий домагатися скасування ухвали міської влади в судовому порядку. У той же час Рузвельт і держсекретар Еліу Рут розуміли, що ця постанова була не більш ніж зовнішнім проявом етнічного протистояння в Каліфорнії (зокрема, вже у травні 1907 в Сан-Франциско пройшов японський погром) і що проблему слід вирішувати більш загальному рівні.

## Досягнення та реалізація угоди
Під тиском федерального уряду адміністрація Сан-Франциско погодилася скасувати ухвалу про сегрегацію для японських дітей, за умови, що ті відповідають віковим вимогам для своїх класів. Уряд Рузвельта зі свого боку погодився зробити кроки для обмеження в'їзду японських робітників. Після звернення до японської сторони та, щоб уникнути прийняття «японської» версії Акту про виключення китайців, погодилася припинити видачу паспортів для еміграції до США, за винятком працівників, що повертаються, і найближчих родичів (батьків, дітей та чоловік) працівників, які вже проживають у США.
«Джентльменська угода» була досягнута в результаті дипломатичного листування у 1907 та на початку 1908. Оскільки вона мала статус виняткової домовленості, ратифікація Конгресом не була потрібна. Завдяки угоді японська імміграція США не припинилася повністю, оскільки у ньому були передбачені винятки возз'єднання сімей. Японська діаспора США продовжила зростати, зокрема за рахунок «наречених по портрету», чиї шлюби укладалися фіктивно з метою забезпечення їхнього в'їзду до країни. В результаті співвідношення чоловіків і жінок в японській діаспорі в США, до 1910 складало 7:1, через десятиліття становило менше, ніж 2:1. В іншому японський уряд чесно виконував свою частину угоди, не видаючи нових паспортів охочим емігрувати до США.
Етнічні тертя та дискримінація проти японської діаспори в Каліфорнії, проте, тривали і в період дії угоди. Воно втратило силу в 1924, коли Сполученими Штатами прийнятий набагато жорсткіший закон про імміграцію.